# Andriej Kiriłłow
Andriej Aleksandrowicz Kiriłłow (ros. Андрей Александрович Кириллов; ur. 13 stycznia 1967 w Kalinowie) – rosyjski biegacz narciarski reprezentujący także Związek Radziecki, brązowy medalista mistrzostw świata.

## Kariera
Jego olimpijskim debiutem były igrzyska w Albertville w 1992 roku. Zajął tam między innymi 17. miejsce w biegu pościgowym 10+15 km oraz piąte miejsce w sztafecie 4 × 10 km. Wziął także udział w igrzyskach olimpijskich w Lillehammer w 1994 roku, gdzie jego najlepszym indywidualnym wynikiem było 13. miejsce w biegu na 10 km techniką klasyczną. Sztafeta Rosyjska z Kiriłłowem w składzie zajęła piąte miejsce.
W 1993 roku wystartował na mistrzostwach świata w Falun. Osiągnął tam swój największy sukces w karierze wspólnie z Igorem Badamszynem, Aleksiejem Prokurorowem i Michaiłem Botwinowem zdobywając brązowy medal w sztafecie. Na tych samych mistrzostwach zajął także 13. miejsce w biegu na 10 km stylem klasycznym oraz 12. miejsce w biegu pościgowym. Na kolejnych mistrzostwach już nie startował.
Najlepsze wyniki w Pucharze Świata uzyskał w sezonie 1989/1990, kiedy to zajął 22. miejsce w klasyfikacji generalnej. Nigdy nie stanął na podium zawodów Pucharu Świata. W 1994 roku zakończył karierę.

## Osiągnięcia

### Igrzyska olimpijskie
| Miejsce | Dzień     | Rok  | Miejscowość | Konkurencja             | Czas biegu | Strata  | Zwycięzca     |
| ------- | --------- | ---- | ----------- | ----------------------- | ---------- | ------- | ------------- |
| 30.     | 13 lutego | 1992 | Albertville | 10 km stylem klasycznym | 27:36,0    | +51,4   | Vegard Ulvang |
| 17.     | 15 lutego | 1992 | Albertville | 10+15 km pościgowy      | 1:05:37,9  | +3:13,0 | Bjørn Dæhlie  |
| 5.      | 18 lutego | 1992 | Albertville | Sztafeta 4 × 10 km      | 1:39:26,0  | +3:37,6 | Norwegia      |
| 13.     | 17 lutego | 1994 | Lillehammer | 10 km stylem klasycznym | 24:20,1    | +1:21,1 | Bjørn Dæhlie  |
| 16.     | 19 lutego | 1994 | Lillehammer | 10+15 km pościgowy      | 1:00:08,8  | +3:50,9 | Bjørn Dæhlie  |
| 5.      | 22 lutego | 1994 | Lillehammer | Sztafeta 4 × 10 km      | 1:41:15,0  | +3:14,2 | Norwegia      |

### Mistrzostwa świata
| Miejsce | Dzień     | Rok  | Miejscowość | Konkurencja             | Czas biegu | Strata  | Zwycięzca                     |
| ------- | --------- | ---- | ----------- | ----------------------- | ---------- | ------- | ----------------------------- |
| 13.     | 22 lutego | 1993 | Falun       | 10 km stylem klasycznym | 24:51,6    | +57,8   | Sture Sivertsen               |
| 12.     | 24 lutego | 1993 | Falun       | 10+15 km pościgowy      | 1:01:45,0  | +2:05,6 | Bjørn Dæhlie Władimir Smirnow |
| 3.      | 26 lutego | 1993 | Falun       | Sztafeta 4 × 10 km      | 1:44:14,9  | +12,3   | Norwegia                      |

### Mistrzostwa świata juniorów
| Miejsce | Dzień     | Rok  | Miejscowość | Konkurencja             | Wynik     | Strata  | Zwycięzca           |
| ------- | --------- | ---- | ----------- | ----------------------- | --------- | ------- | ------------------- |
| 7.      | 13 lutego | 1986 | Lake Placid | 10 km stylem klasycznym | 26:58,3   | +58,7   | Giennadij Łazutin   |
| 1.      | 15 lutego | 1986 | Lake Placid | Sztafeta 3 × 10 km      | 1:23:19,4 | –       | –                   |
| 6.      | 17 lutego | 1986 | Lake Placid | 30 km stylem dowolnym   | 1:18:12,8 | +3:28,6 | Giennadij Łazutin   |
| 3.      | 4 lutego  | 1987 | Asiago      | 10 km stylem klasycznym | 27:19,5   | +12,6   | Gierman Karaczewski |
| 1.      | 6 lutego  | 1987 | Asiago      | Sztafeta 3 × 10 km      | 27:19,5   | –       | –                   |

### Puchar Świata

#### Miejsca w klasyfikacji generalnej
- sezon 1988/1989: 50.
- sezon 1989/1990: 22.
- sezon 1990/1991: 31.
- sezon 1991/1992: 44.
- sezon 1992/1993: 25.
- sezon 1993/1994: 32.

#### Miejsca na podium
Kiriłłow nigdy nie stawał na podium zawodów Pucharu Świata.